# Protapion fulvipes
Protapion fulvipes is een keversoort behorend tot de spitsmuisjes.

## Kenmerken
De kevers bereiken een lichaamslengte van 1,8 tot 2,2 millimeter. Zijn lange ovale lichaam is glanzend zwart. De antennesegmenten worden breder in de richting van de spindelvormige antenneknots. De antennale flagellen zijn alleen geel in het basale gebied. Bij mannetjes zitten de voelsprieten halverwege de rostrum (romp), bij vrouwtjes achter het midden van de romp. Het pronotum is breder dan het hoofd. Het is dicht en sterk doorboord. Aan de achterkant heeft het een duidelijke centrale groef. Er zijn rijen stippen in de lengterichting over de dekschilden. De poten zijn overwegend geel van kleur. Alleen het apicale uiteinde van het scheenbeen en de tarsi zijn zwart.

## Verspreiding
Protapion fulvipes komt voor in het Palearctisch gebied. De soort is wijdverbreid in Europa. Het komt overal in Centraal-Europa voor. Hun voorkomen strekt zich uit tot Noord-Afrika en het Midden-Oosten.

## Levenswijze
De kevers kunnen worden waargenomen van maart tot september. Ze voeden zich op een oligofage manier met verschillende klaversoorten. Vanaf april/mei leggen de vrouwtjes hun eieren. De larven komen na ongeveer 10 dagen uit. De larven ontwikkelen zich in de bloeiwijzen van de witte klaver (Trifolium repens), de Basterdklaver (Trifolium hybridum) en de moerasklaver (Trifolium spadiceum). Ze kunnen voorkomen als plagen. Na ongeveer 20 dagen verpoppen de larven en na nog eens 10 dagen verschijnen de volwassen exemplaren van de nieuwe generatie. In de late herfst komen de kevers samen op bomen en struiken voordat ze naar hun winterslaap onder bladeren houden.